# Francis Choisel
Pour la commune, voir Choisel.
Francis Choisel (né en 1955) est un historien et homme politique français. 

## Biographie

### Carrière universitaire
Né le 10 avril[réf. souhaitée] 1955, Francis Choisel est docteur en histoire (1986).
Spécialiste du Second Empire et du gaullisme, il est maître de conférences en histoire du XIXe siècle à la Faculté des lettres de l'Institut catholique de Paris où il dirige le cycle des master d'histoire depuis 2017.

### Politique
D'abord membre du Rassemblement pour la République (RPR), et vice-président (1993-1995) puis secrétaire général du Club 89 (1995-1997), il quitte ce dernier en 1997 sur un désaccord avec Jacques Toubon, pour cofonder l'Alliance pour la souveraineté de la France, dont il prend la tête. Proche de Charles Pasqua, il rejoint aussi le Rassemblement pour la France (RPF) en 1999.
En 1999, il signe pour s'opposer à la guerre en Serbie la pétition « Les Européens veulent la paix », initiée par le collectif Non à la guerre.
Thierry Choffat lui attribuera en 2001 la paternité du souverainisme en France. Christophe Le Dréau, quant à lui, le classe parmi les « gaullistes de gauche ». Membre du Conseil national souverainiste, il appartient à la tendance qui refuse tout soutien à Jean-Marie Le Pen à l'occasion du second tour de l'élection présidentielle de 2002. 
Conseiller municipal (1983-1989), puis adjoint au maire de Boulogne-Billancourt (1989-1995), il est aussi conseiller général du canton de Boulogne-Billancourt-Sud (1994-2008). En 1997, il est candidat aux élections législatives dans la 9e circonscription des Hauts-de-Seine, où il arrive huitième avec 3,25% des voix, derrière le candidat du Parti communiste.
En 2004, il rédige un rapport d'audit et de conseil pour le compte du conseil général des Hauts-de-Seine.

### Radio
En décembre 2016, il succède à Philippe Conrad à la direction du Libre journal des historiens, diffusé une fois par mois sur Radio Courtoisie. Il arrête son émission en juin 2018.

## Ouvrages
- Bonapartisme et Gaullisme (thèse de doctorat en histoire remaniée), Paris, Albatros, 1987, 379 p..
- Avec Bernard Lhôte, Petit manuel souverainiste à usage d'antidote contre les boniments européens, Paris, François-Xavier de Guibert, 2000, 100 p. (ISBN 2-86839-689-5).
- La Deuxième République et le Second Empire au jour le jour : chronologie, Paris, CNRS Éditions, coll. « Biblis » (no 108), 2015, 663 p. (ISBN 978-2-271-08322-7).
- Comprendre le gaullisme : à propos de quelques contresens sur la pensée et l'action du général de Gaulle, Paris, L'Harmattan, coll. « Questions contemporaines », 2016, 182 p. (ISBN 978-2-343-10280-1, lire en ligne).
- Les Rêveries politiques de Napoléon III, édition critique, Paris, SPM, 2018, 202 p.